# جيمس تومسون (لاعب كرة قدم)
جيمس تومسون (بالإنجليزية: James Thompson)‏ (19 أبريل 1898 في المملكة المتحدة - 1 يناير 1984) هو لاعب كرة قدم بريطاني (وحمل سابقاً جنسية المملكة المتحدة لبريطانيا العظمى وأيرلندا) في مركز الهجوم. لعب مع تشارلتون أثلتيك وتشيلسي وكوفنتري سيتي ونادي بيتربورو يونايتد ونادي ترانمير روفرز لكرة القدم ونادي سندرلاند ونادي فولهام ونادي لوتون تاون ونادي لوزيرن ونادي ليتون أورينت ونادي لينفيلد ونادي ميلوول ونورويتش سيتي وهال سيتي ونادي ويمبلدون ونادي ألدرشوت وSittingbourne F.C. ‏ وTunbridge Wells F.C. ‏.

## وصلات خارجية
- جيمس تومسون على موقع قاعدة بيانات كرة القدم.إي يو (الإنجليزية)
- جيمس تومسون على موقع قاعدة بيانات كرة القدم.إي يو (الإنجليزية)